# Evan Parker
Evan Parker (Bristol, 5 aprile 1944) è un musicista e compositore britannico.
Celebre per la sua abilità tecnica con il sassofono e attivo con una discografia molto corposa, Parker si è caratterizzato per il registro sonoro radicale e austero che cita Paul Desmond, Steve Lacy e John Coltrane.

## Discografia parziale

### Album solisti
- 1976 – Saxophone Solos
- 1978 – Monoceros
- 1982 – Six of One
- 1983 – Zanzou
- 1986 – The Snake Decides
- 1991 – Process and Reality
- 1996 – Synergetics – Phonomanie III
- 1997 – Chicago Solo
- 2001 – Lines Burnt in Light
- 2001 – The Ayes Have It
- 2004 – Evan Parker with Birds

### Collaborazioni
- 1970 – The Topography of the Lungs (con Derek Bailey e Han Bennink)
- 1978 – Real Time (con Alvin Curran e Andrea Centazzo)
- 1978 – Abracadabra (con Greg Goodman)
- 1980 –  From Saxophone & Trombone (con George Lewis)
- 1982 – Detto fra di noi (con Alexander von Schlippenbach e Paul Lovens)
- 1986 – Chips (con Steve Lacy)
- 1986 – Compatibles (con Derek Bailey)
- 1990 – Hall of Mirrors (con Walter Prati)
- 1993 – Trio (con Anthony Braxton e Paul Rutherford)
- 2019 – Live at Angelica 2018 (con Setoladimaiale Unit)